# Drew Carey
Pour les articles homonymes, voir Carey.
Drew Allison Carey né le 23 mai 1958 à Cleveland (États-Unis), est un acteur, humoriste, présentateur de télévision et photographe américain. Il est le créateur de la série télévisée Le Drew Carey Show en 1995.
Il est depuis 2007 le nouvel animateur du jeu télévisé américain The Price Is Right. Il anime aussi une série de documentaires vidéo sur Internet dans le cadre du Drew Carey Project. en 2011, la WWE lui fait l'honneur de l'introniser dans les membres du WWE Hall of Fame à l'occasion de WrestleMania XXVII.

## Enfance
Carey grandit dans le quartier de Old Brooklyn de Cleveland.
Il a deux frères aînés. Son père meurt alors qu'il a huit ans d'une crise cardiaque. Cela l'amène à une grave dépression pendant des années[réf. nécessaire]. À la fin sa scolarité en 1975 au lycée James Ford Rhodes (où il joue de la trompette dans la fanfare), il continue ses études à l'université d'État de Kent.

## Carrière
De 1995 à 2004, il joue dans sa propre série Le Drew Carey Show. En parallèle, il anime la première version américaine de l'émission télévisée d'improvisation Whose Line Is It Anyway? pendant sa diffusion initiale de 1998 à 2007. Ces deux émissions le placent à la 24e place du classement Forbes des animateurs de 1998 avec 45,5 millions de dollars.
Depuis 2007, il anime le jeu télévisé The Price Is Right.
Drew Carey participe au pay-per-view de la WWE : le Royal Rumble match de 2001.

## Filmographie sélective
- Play It to the Bone (1999)
- Comic Relief VII (1995) (TV)
- Special Thanks to Roy London (2005)
- Improve All Stars (2001) (TV)
- The Big Tease (1999)
- The N.Y. Friars Club Roast of Drew Carey (1998) (TV)
- The Aristocrats (2005)